# Motala köping
Motala köping var en tidigare köping och kommun i Östergötlands län. 

## Administrativ historik
1823 blev Motala friköping. Vid kommunreformen 1862 ombildades köpingen till en egen kommun 1863. 1 april 1881 ombildades Motala köping till Motala stad.

Köpingen tillhörde Motala församling.